# Bathse spuisluis
De Bathse spuisluis is een onderdeel van de Deltawerken nabij de buurtschap Bath dat behoort tot de gemeente Reimerswaal in de Nederlandse provincie Zeeland.
De sluis is niet aangelegd als verdediging tegen het water, maar is samen met het Bathse spuikanaal aangelegd om zoet water af te kunnen voeren waarmee het Volkerak, het Zoommeer, het Markiezaatsmeer en het Schelde-Rijnkanaal worden doorgespoeld (door de afdamming van deze wateren ging dit niet meer vanzelf). Door het doorlaten van vers water via de Volkerakdam wordt schoon water het gebied ingelaten. Het oude, vervuilde, water wordt via het Spuikanaal Bath en de Bathse spuisluis in de Westerschelde geloosd. Ook wordt de spuisluis gebruikt voor het lozen van water uit West-Brabant, dat via het noordelijk deel van het Schelde-Rijnkanaal wordt afgevoerd.
De Bathse spuisluis staat aan het einde van het 8,4 km lang, 135 meter breed (aan het oppervlak), 65 meter breed (op de bodem) en 7 meter diepe Spuikanaal Bath dat evenwijdig aan het Schelde-Rijnkanaal loopt. De sluis bestaat uit zes kokers van beton, waardoor het zoete water in de Westerschelde kan stromen. Door de spuisluis kan 330 m³ per seconde  geloosd worden. Overigens kan alleen gespuid worden wanneer het niveau van de Westerschelde lager is dan in het kanaal omdat er geen pompen zijn. De data over het spuien zijn door iedereen op te vragen.
Met de bouw is in 1980 begonnen. In 1987 waren het kanaal en de spuisluis gereed.

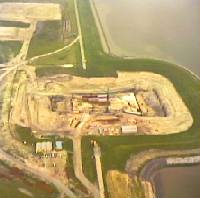
De bouw van de Spuisluis Bath bij het spuikanaal. bron: beeldbankvenw
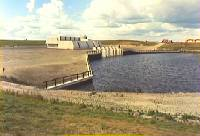
Spuisluis bij Bath. bron: beeldbankvenw
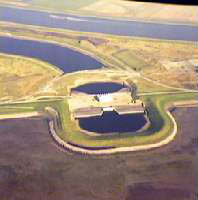
Spuisluis bij Bath. bron: beeldbankvenw